# Abu Ubaidá ibne Aljarrá

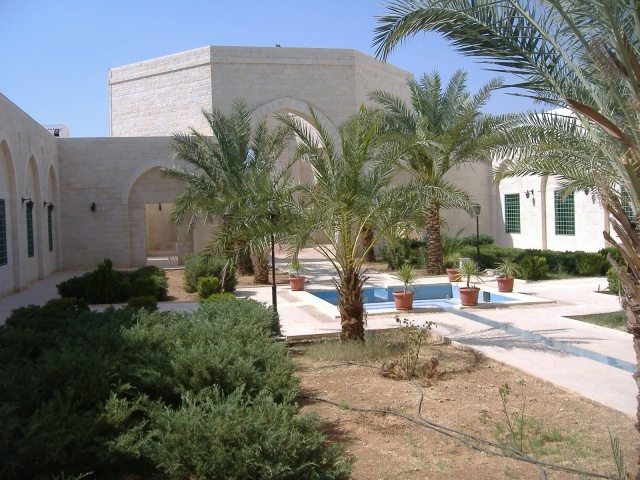
Santuário de Abu Ubaidá, onde se encontra o seu túmulo

Amir ibne Abedalá ou Amir ibne Abedalá ibne Aljarrá (nome completo em árabe: أبو عبيدة عامر بن عبدالله بن الجراح; romaniz.: Abū ʿUbaydah ʿĀmir bin ʿAbd Allāh bin al-Jarāḥ), mais conhecido como Abu Ubaida ibne Aljarrá (Abû `Ubayda ibn al-Jarrâh ou Abu ʿUbaydah ibn al-Jarrah; 583 — 638) foi um companheiro de Maomé (sahaba) e um destacado comandante militar dos exércitos muçulmanos que iniciaram as conquistas islâmicas, nomeadamente liderando a invasão da Síria. Foi um dos Dez Muçulmanos a quem Maomé assegurou que teriam lugar no paraíso. Matou o seu pai no decurso de uma batalha por este estar do lado dos politeístas.
Depois da morte de Maomé permaneceu à frente de uma grande parte dos exércitos muçulmanos durante o reinado do califa Omar (Omar ibne Alcatabe) e este incluiu-o na sua lista de sucessores à frente do Califado Ortodoxo.

## Biografia

### Primeiros anos e conversão ao islão
Abu Ubaidá nasceu em 581 ou 583 na família de Abedalá ibne Aljarrá, um comerciante de Meca pertencente ao clã dos coraixitas (Quraysh), a mesma de Maomé, da tribo dos Banu Harite ibne Fir. Já antes da sua conversão ao islão, Abu Ubaidá era considerado um dos mais nobres coraixitas e era famoso entre os coraixitas de Meca pela sua modéstia e valentia.
Em 611, Maomé começa a pregar a unicidade de deus ao povo de Meca. Começa por converter em segredo os que lhes estão mais próximos, amigos e familiares. Ubaidá abraçou o islão apenas um dia depois de Abacar, e ao mesmo tempo que Omar, em 611. Ubaidá é o único da sua família a converter-se e por isso foi alvo de vexação por parte da família.

Mapa da campanha que culminou na batalha de Badr

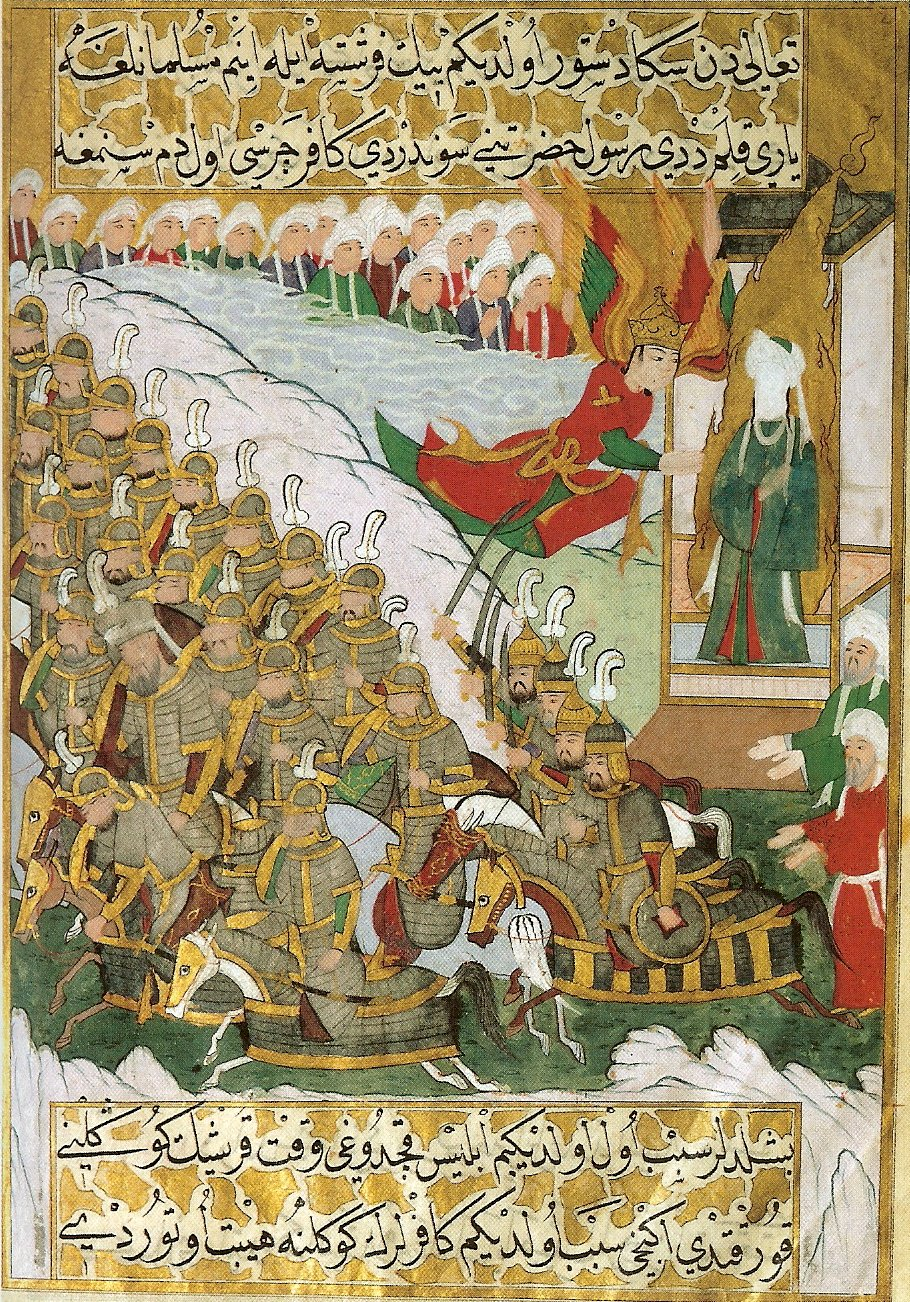
Maomé na batalha de Badr lançando hordas de cavaleiros, no épico turco do século XIV Siyer-i Nebi (A Vida do Profeta)

Abu Ubaidá viveu a dura experiência vivida pelos primeiros muçulmanos em Meca do princípio ao fim. Como os outros, suportou insultos e a opressão dos coraixitas, que aumentaram depois do sucesso da primeira emigração para a Abissínia (Etiópia). Sendo o único convertido do seu clã Abu Ubaidá sofreu ainda mais do a generalidade dos companheiros com as perseguições. Maomé sugeriu então que os mais afetados pela violência contra os muçulmanos também se exilassem na Abissínia. Abu Ubaidá integrou então o grupo de 83 homens e 23 mulheres que foram para a Etiópia em 615, um episódio conhecido na história islâmica como "Migração para a Abissínia" ("Pequena Hégira").
Os coraixitas que se opunham ao islão enviaram uma embaixada ao negus (rei etíope) pedindo-lhe que expulsasse os refugiados, contudo este recusou-se a fazê-lo e rejeitou os presentes que os coraixitas lhe enviavam. Pelo contrário, o rei convidou os muçulmanos a compararem os méritos do Cristianismo e do islão. Durante este tempo, Maomé sofria em Meca todo o tipo de pressões. É nesse período que historiador e exegeta persa Atabari situa o célebre episódio dos "versículos satânicos". Alguns dos exilados, entre eles Abacar, voltam a Meca, mas a maior parte deles só se juntam a Maomé depois da conquista de Khaybar em 629.
Em 622, quando Maomé emigrou de Meca para Medina (Hégira), Abu Ubaidá acompanhou-o. Quando Maomé chegou a Medina, cada um dos seus seguidores (muhajirun) ficou na casa de um muçulmano de Medina (ansari). Abu Ubaidá ficou em casa de Muade ibne Jabal, do qual se tornou "irmão de fé". Os muçulmanos permaneceram em paz em Medina durante cerca de um ano até que os coraixitas juntaram um exército para atacar a cidade.

### Campanhas militares durante a vida de Maomé

#### Batalha de Badr e parricídio
Em 624, Abu Ubaidá participou na primeiro grande confronto militar entre os muçulmanos e os coraixitas de Meca, a batalha de Badr. Durante os combates, Abu Ubaidá foi atacado pelo seu pai Ubaidá ibne Aljarrá, que combatia ao lado dos coraixitas. O filho tentou evitar lutar com o pai, mas este acabou por conseguir encurralá-lo. Abu Ubaidá atacou então o pai e matou-o. 
| “ | Não encontrarás uma pessoa que acredite em Alá e no último dia fazem amizade com aqueles que se opõem a Alá e ao Seu Mensageiro, apesar deles serem os seus (próprios) pais, ou os seus filhos ou os seus irmãos ou da sua família; estes são aqueles em cujos corações Ele impregnou a fé, e a quem Ele fortaleceu com uma inspiração Dele; e Ele fará com que eles entrem em jardins debaixo dos quais correm rios, habitando nele; Alá fica muito satisfeito com eles e eles ficam muito satisfeitos com Ele estes são o grupo de Alá; agora seguramente o grupo de Alá são os que têm êxito. | ” |
|   | — Alcorão, sura 58, Al-Mujadila, ayat 22. |   |

O episódio do parricídio de Abu Ubaidá é contado numa "biografia", mas não é referido por Tabari na sua crónica nem por William Muir em The Life of Mahomet (A Vida de Maomé). 
| “ | Uma das maiores provas a que foi sujeito desenrolou-se aquando da batalha de Badr. Ela foi tão crucial que ultrapassa a compreensão humana. Hazrat Ubaidá ibne Aljarrá avançava no meio do campo de batalha abrindo o seu caminho. As gentes corriam de um lado para o outro ao acaso. Certa vez ele dirigia-se a um homem a cavalo, as suas gentes abriam passagem, mas era apenas um homem que ele queria afrontar e tentar atacar... Quando Hazrat Abu Ubaidá ibne Aljarrá se deu conta que esse personagem era o seu pai, ficou aturdido e chocado. Hazrat Ubaidá ibne Aljarrá foi obrigado a atacá-lo e ele foi retirado da face da terra. Nada era impossível para tais personagens do islão, ninguém podia impedir de crer na unidade de Deus e no seu bem amado Mensageiro Maomé. | ” |

#### Batalha de Uude
Em 625, Abu Ubaidá participou na batalha de Uude. Na segunda fase da batalha, quando a cavalaria de Calide ibne Ualide atacou os muçulmanos da retaguarda, transformando o curso vitorioso destes numa derrota, o grosso dos soldados muçulmanos foi posto fora de combate, mas alguns mantiveram-se firmes. Abu Ubaidá foi um deles e protegeu Maomé dos ataques dos soldados coraixitas. Maomé foi ferido por um golpe de sabre, caiu do seu cavalo e não conseguiu levantar-se por causa dos ferimentos e do peso da armadura. Foi inclusivamente dado como morto por alguns. O ferido foi depois posto num abrigo e a notícia de que tinha sobrevivido espalhou-se pelas hostes muçulmanas fazendo-as retomar o ardor aos combatentes. Uma vez no abrigo, a primeira preocupação dos companheiros de Maomé foi tirar-lhe o capacete. Dois dos anéis do capacete estavam espetados nas bochechas de tal forma, que Abu Ubaidá teve que os retirar com a boca e perdeu dois dentes da frente ao fazê-lo. O sangue jorrou das feridas do profeta; Abu Ubaidá trouxe-lhe água, mas Maomé não conseguiu mais do que lavar a boca. Depois enfiou o capacete de Cabe e juntou-se novamente aos combatentes.

#### Outras campanhas

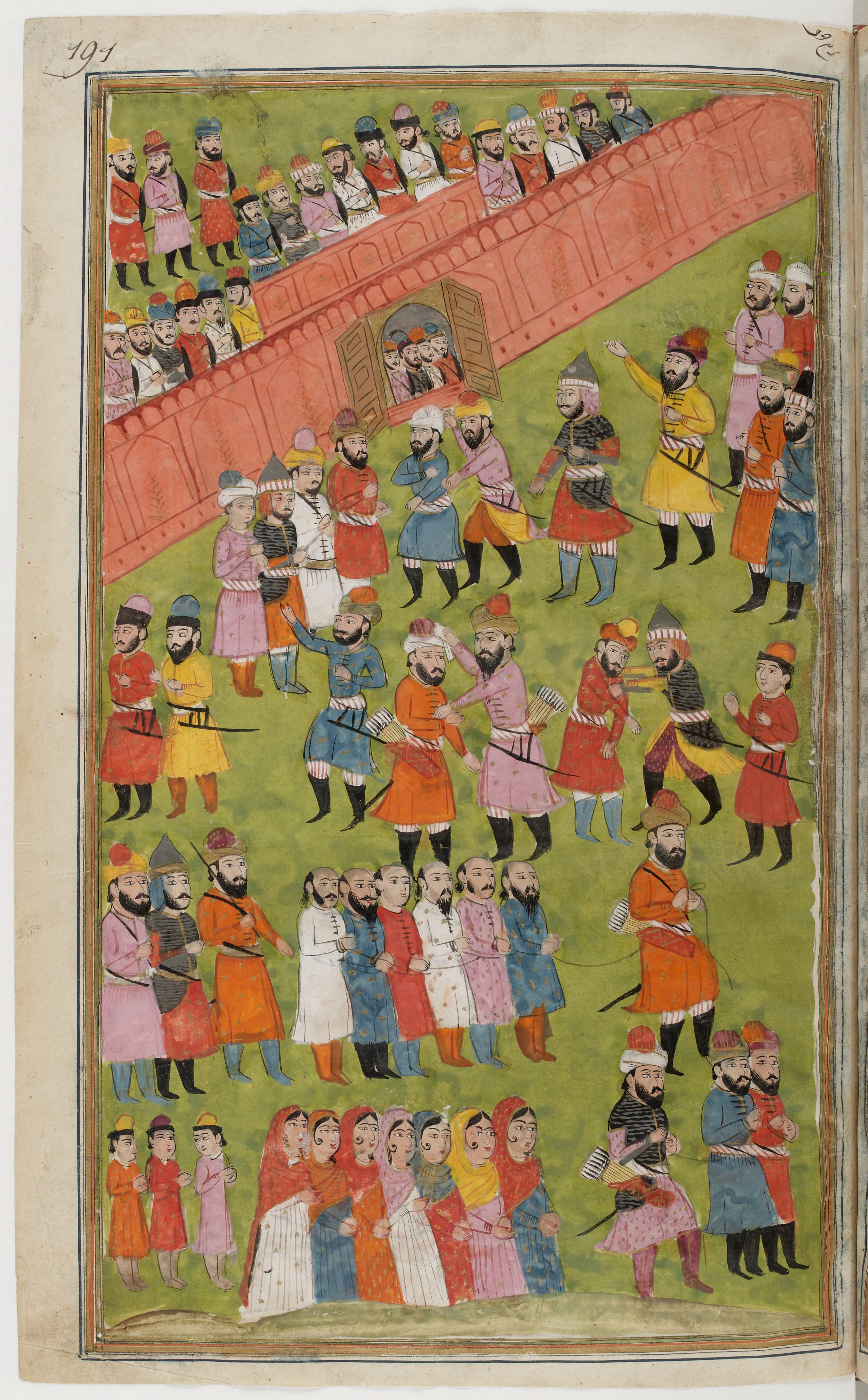
A tomada da fortaleza dos Banu Curaiza, numa ilustração da autoria de Muhammad Rafi' Bāzil da obra Ḥamlah-i Ḥaydarī, publicada em 1808

Em 627, Abu Ubaidá Aljarrá participou na Batalha da Trincheira (Cerco de Medina) e na tomada da fortaleza dos Banu Curaiza, uma tribo judia de Medina. Foi ainda comandante de uma pequena expedição que atacou e esmagou as tribos dos talibaítas e anemaritas, as quais andavam a pilhar as aldeias vizinhas.
Em 628 participou e foi uma das testemunhas no Tratado de Hudaibia, entre os coraixitas e os muçulmanos. No mesmo ano participou na campanha contra Khaybar, um oásis 150 km a norte de Medina.
O primeiro recontro entre os muçulmanos e o Império Bizantino teve lugar em setembro de 629, na batalha de Mutá. Maomé tinha ficado em Medina e a batalha foi muito difícil para os muçulmanos. Durante os combates, Calide ibne Ualide, recém convertido ao islão, permitiu que os muçulmanos se retirassem estrategicamente com um mínimo de perdas, o que lhe valeu o cognome de Sayfullah al-maslul (سيف الله المسلول; "espada desembainhada de Deus"}}).
O prestígio de Maomé foi muito abalado por este revés.[carece de fontes?] Espalharam-se rumores que tribos hostis se estavam a concentrar. Anre ibne Alas, que então não era mais que um novo convertido, viu ser-lhe confiado o comando de 300 homens e 30 cavalos para enfrentar essas tribos. A escolha de Amir para essa missão foi ditada pela sua habilidade e principalmente pelas suas ligações a essas tribos. Depois de cinco dias de marcha, Amir instalou o seu acampamento ao pé da nascente chamada Salasil ou Daat al-Salaasil, não muito longe da fronteira da Síria. O número dos inimigos reunidos nos arredores fê-lo recear que não o considerariam mais do que um objetivo de menor importância. Maomé enviou-lhe então um reforço de 200 homens comandados por Abu Ubaidá. Tendo-se juntado a Amir, Ubaidá pretendeu tomar o comando, mas Amir recusou e Ubaidá desistiu dos seus intentos. Com esta nova força, Amir atravessou os territórios das tribos inimigas, recebendo delas juramentos de fidelidade. Amir pôde assim voltar a Medina com o sentimento de dever cumprido, apesar de nunca ter tido oportunidade de combater.
Em novembro de 629, Maomé deu a Abu Ubaidá o comando duma expedição contra os judamitas que viviam à beira-mar. Os muçulmanos perderam-se e ficaram sem comida. Ao princípio contentaram-se em chupar tâmaras, mas quando estas começam a faltar, tiveram que sacudir árvores para mastigarem as suas folhas. Deus veio em seu socorro deles, fazendo-os apanhar um peixe tão grande que os alimentou durante vários dias. A seguir foi a carne de um animal chamado Ambar que os alimentou durante quinze dias. Por fim alimentaram-se dos camelos e reentraram em Medina sem ter combatido.
Algumas fontes colocam os episódios da ajuda divina a uma expedição de Abu Ubaidá, também chamada de "expedição das folhas", "do peixe" ou "expedição de Abu Ubaidá ibne Aljarrá" na expedição anterior, feita em conjunto com Anre ibne Alas, a qual teria como objetivo a descoberta das rotas das caravanas coraixitas. Segundo algumas fontes, o "peixe" seria afinal um cachalote que deu à costa e o próprio Maomé teria provado a sua carne seca, que lhe foi oferecida pelos homens de Abu Ubaidá quando votaram da sua missão.

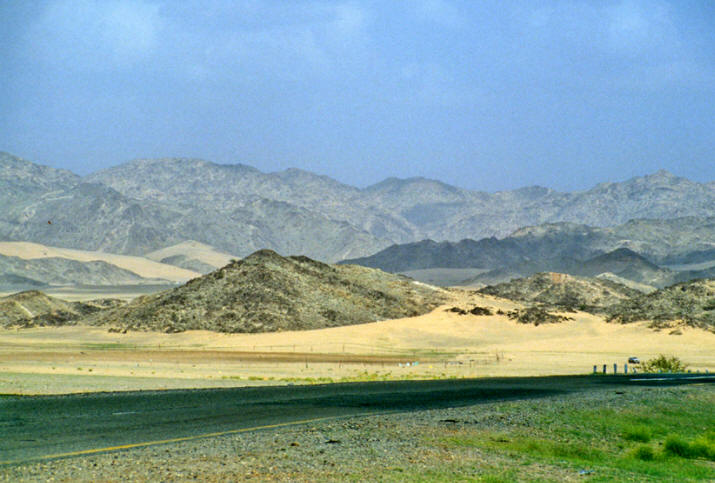
Paisagem da região de Taife, atualmente parte da Arábia Saudita

Em 630, quando os muçulmanos conquistaram Meca, Abu Ubaidá foi o comandante de uma das quatro divisões que entrou na cidade. Mais tarde, no mesmo ano, participou na batalha de Hunayn, no Cerco de Taife e na campanha de Tabuque, esta comandada pelo próprio Maomé. Ao voltarem a Medina após a batalha de Tabuque, uma delegação de cristãos de Najrã chegou à cidade e mostrou interesse no islão, pedindo a Maomé que lhes mandasse alguém que os guiasse em temas de religião e outros assuntos tribais à luz das leis islâmicas. Abu Ubaidá foi a pessoas escolhida por Maomé para ir com eles. Foi também enviado como cobrador de impostos ao Barém.
Quando Maomé morreu em 632, Abu Ubaidá estava em Meca e foi brevemente um dos candidatos propostos para o título de califa, juntamente com Omar, Ali e Abacar, acabando este último por ser o escolhido na Saqifah dos saiditas, onde Abu Ubaidá também esteve presente. Omar convidou Abu Ubaidá a estender-lhe a mão e apoiá-lo para califa, mas recusou e deu o seu apoio a Abacar.

### Reinado de Abacar
Depois das Guerras da Ridda pela sucessão de Maomé, Abacar enviou Calide ibne Ualide para conquistar o Iraque e em 634 enviou Abu Ubaidá para o Levante e Síria à frente de um exército composto de voluntários recentemente chegados a Medina. Este exército de invasão que em breve teria 24 000 homens, era formado por tribos beduínas e estava dividido em quatro divisões, uma delas comandadas por Abu Ubaidá, que era também o comandante-em-chefe. O imperador de Bizâncio Heráclio, debatendo-se com problemas financeiros, não tinha dado as subvenções habituais às tribos árabes encarregues de proteger as suas fronteiras, pelo que a entrada das tropas muçulmanas na Síria foi facilitada. As populações mantiveram-se como espectadoras da invasão muçulmana.

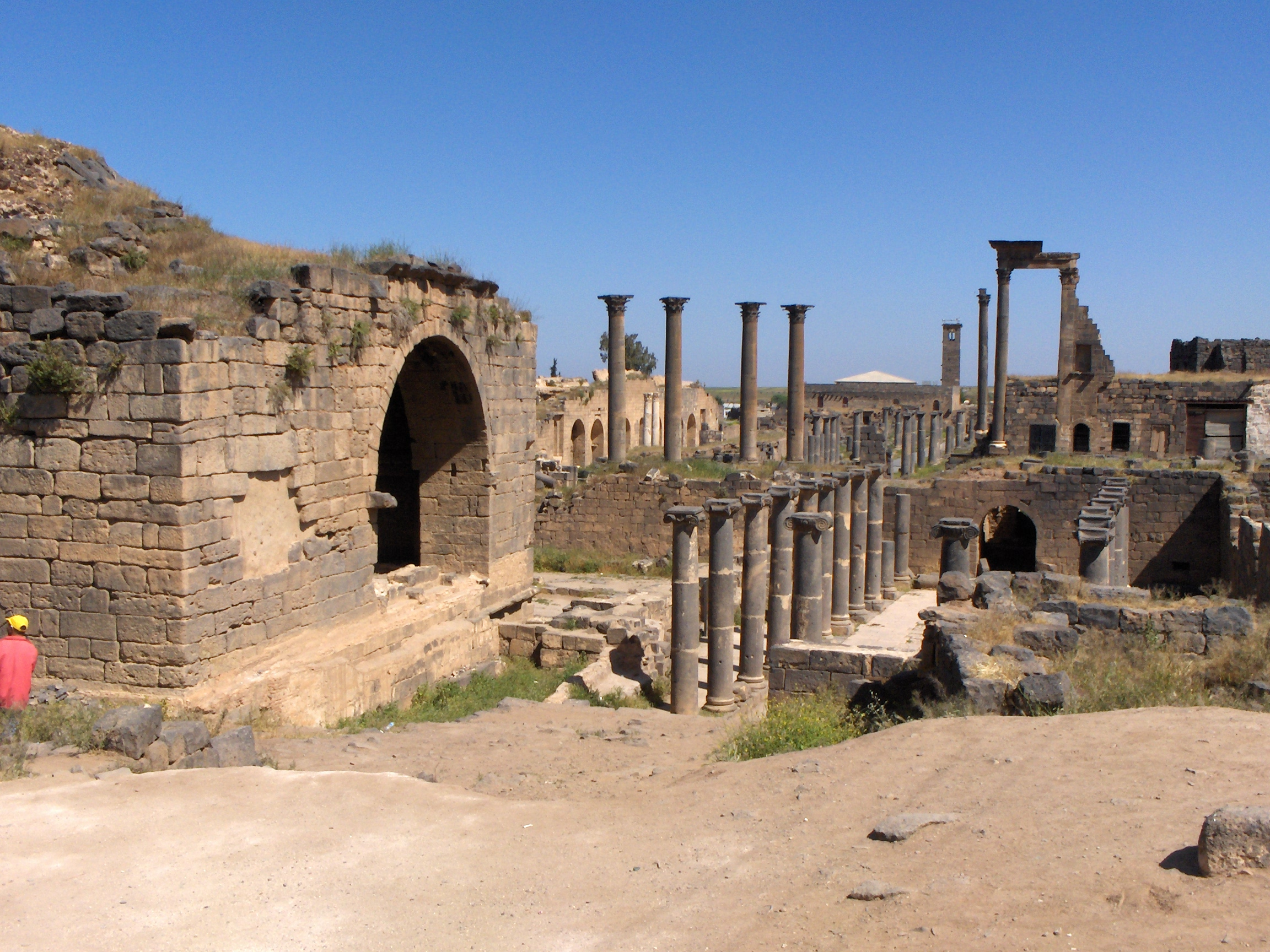
Ruínas de uma igreja em Bostra (Síria)

A primeira missão atribuída a Abu Ubaidá foi conquistar Emesa (Homs) e foi-lhe ordenado que atravessasse a região de Tabuk para se reunir com o exército de Xurabil ibne Haçana. Abacar tinha atribuído uma província a cada um dos seus generais: Abu Ubaidá recebeu a província de Homs (Hims), Iázide ibne Abi Sufiane a de Damasco, Anre ibne Alas a Palestina (Filistine) e Churahbi a Jordânia (Urdune). Vendo-se confrontados com um exército de 150 a 200 mil homens, os quatro generais escreveram a Abacar a pedir reforços, e este ordenou a Calide ibne Ualide que se lhes juntasse vindo do Iraque. Calide tomou o comando das operações e ordenou a Abu Ubaidá que permanecesse onde estava até que Calide chegasse à cidade gassânida de Bostra, onde se encontraria com ele. O castelo e a cidade renderam-se após a Batalha de Bostra, travada em meados de julho de 634, na qual morreram 130 muçulmanos.
Pouco depois os muçulmanos tiveram notícia da concentração de 90 000 soldados bizantinos em Ajenadaim, a cerca de 24 km a sudoeste de Jerusalém. Sob o comando de Calide ibne Ualide, os muçulmanos derrotaram os bizantinos a 30 de julho de 634 na Batalha de Ajenadaim. Passada uma semana, Abu Ubaidá e Calide marcharam em direção a Damasco. No caminho de Damasco infligiram outra derrota aos bizantinos na batalha de Yakusa, travada em meados de agosto de 634. O governador de Damasco enviou outro exército para deter os invasores muçulmanos, mas este também foi derrotado em 19 de agosto na batalha de Maraje Alçafar.

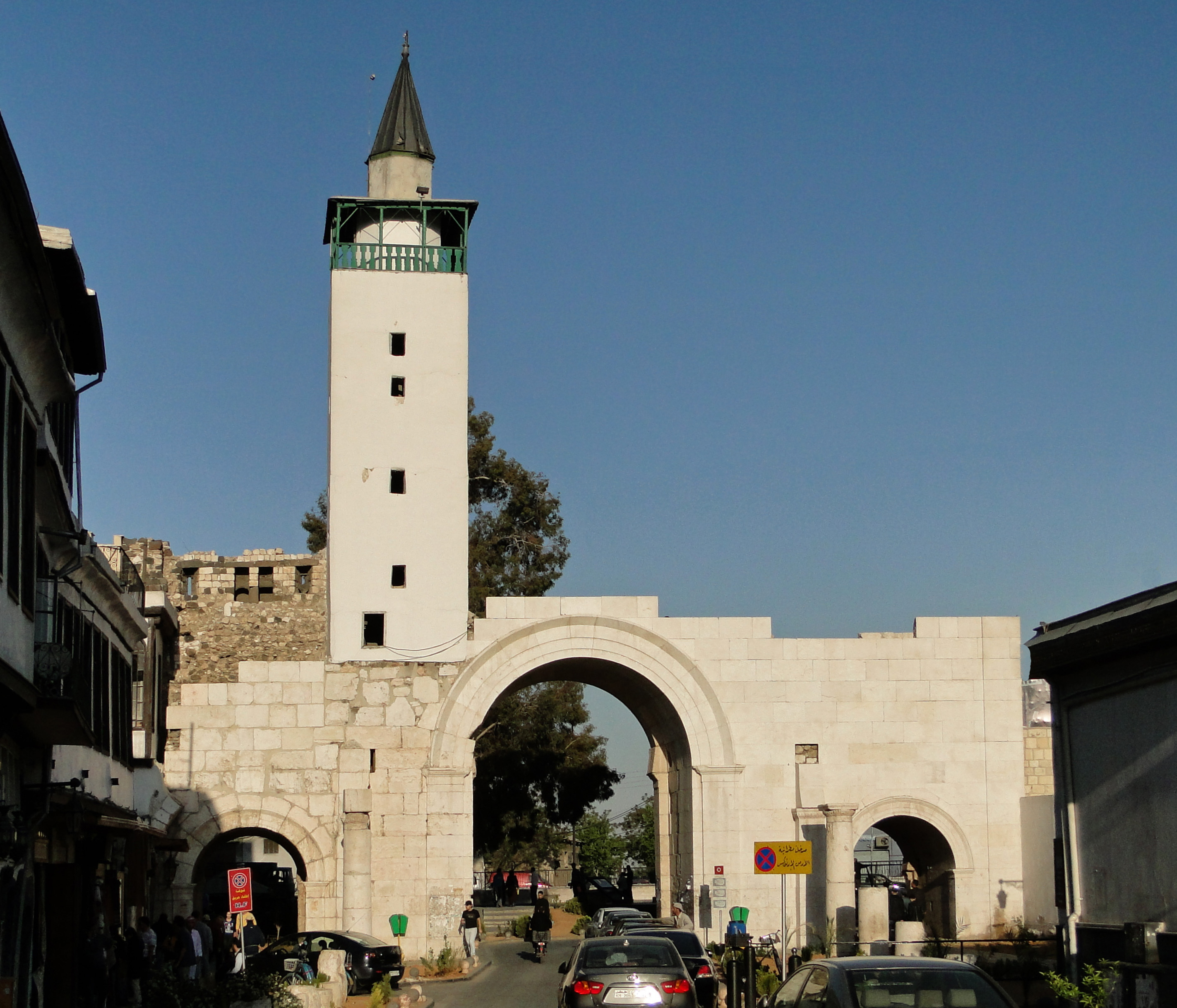
A Bab Sharqi, a porta oriental de Damasco

No dia seguinte as tropas muçulmanas chegaram a Damasco e cercaram a cidade, prologando-se o cerco por 30 dias. Depois de terem derrotado os reforços enviados pelo imperador bizantino Heráclio na Batalha de Sanita Alucabe, travada a 32 km de Damasco, as forças de Calide atacaram a cidade e conseguiram entrar. Com as divisões de Calide investindo a nordeste Tomás, o governador bizantino de Damasco, negociou a rendição pacífica da cidade com Ubaidá, que estava a sitiar a Bab al-Jabiya (Porta de Gabita), a 19 de setembro de 634. Sem saberem do ataque de Calide pela porta oriental (Bab Sharqi), Abu Ubaidá, Xurabil ibne Haçana e Anre ibne Alas concordaram com a paz oferecida por Tomás, o que foi aceite com relutância por Calide. Foi concedido uma trégua de três dias ao exército bizantino e autorizaram-nos a ir tão longe quanto conseguissem com as suas famílias e bens. Alguns concordaram em ficar em Damasco e pagar tributo. Os muçulmanos controlavam a estrada para Emesa, por isso os bizantinos foram para ocidente e depois para norte pelo Vale do Beca.
Quando as tréguas de três dias terminaram, a cavalaria muçulmana sob o comando de Calide perseguiu a coluna bizantina usando o caminho mais curto da estrada de Emesa e alcançou-a no noroeste do Vale do Beca, imediatamente antes dela entrar nas montanhas em direção a Antioquia. Aí se travou a Batalha de Marajal Debaje, que se saldou por mais uma vitória dos muçulmanos.

### Reinado de Omar

#### Comandante supremo e conquista do Levante Central

Mapa da invasão muçulmana da Síria entre julho de 634 e maio de 636

O califa Abacar morreu a 22 de a agosto de 634, tendo nomeado Omar como seu sucessor. Quando Omar se tornou califa, substituiu Calide ibne Ualide por Abu Ubaidá no comando do exército islâmico. Este ato teria sido motivado pela intenção de desfazer a ideia de que as vitórias se deviam a Calide. Omar já tinha manifestado o seu descontentamento e mesmo oposição a Calide durante o reinado de Abacar.
Calide tinha fama de ser alguém muito generoso, que, segundo alguns, oferecia largas somas do seu dinheiro aos seus soldados como recompensa da sua bravura em combate. Devido ao diferente estilo de comando, assistiu-se a um abrandamento do ritmo das operações militares, pois Abu Ubaidá movia-se lentamente e de forma contínua, em contraste com Calide de quem se dizia que "corria como um tonado de batalha em batalha", usando a surpresa, audácia e força bruta para vencer as suas batalhas. A conquista da Síria continuou sob o novo comandante, que costumava confiar muito nos conselhos de Calide, a quem mantinha perto de si sempre que possível.
Pouco depois da nomeação de Abu Ubaidá como comandante-em-chefe, este enviou um pequeno destacamento para a feira anual que se realizava em Abu-al-Quds (atual Abla, perto de Zahlé e a leste de Beirute). A feira era guardada por uma guarnição bizantina, cuja dimensão foi mal estimada pelos informadores muçulmanos, e que rapidamente cercou o destacamento muçulmano. Antes que fossem completamente esmagados, Abu Ubaidá, tendo recebido outras informações, enviou Calide para resgatar as tropas em apuros. Calide derrotou os bizantinos na batalha que se seguiu à sua chegada, a batalha de Abu-al-Quds, travada a 15 de outubro de 634, e voltou com um toneladas de bens saqueados na feira e centenas de prisioneiros bizantinos.
Com a conquista da Síria central, os muçulmanos tinham desferido um golpe decisivo aos bizantinos. A comunicação entre o norte da Síria e a Palestina estava agora cortada. Abu Ubaidá decidiu então marchar sobre Fahl Pela (também chamada Berenice, ou, em árabe, Tabaqat Fahl), onde estava estacionada uma forte guarnição bizantina e onde se encontravam os sobreviventes da batalha de Ajenadaim. A região era de grande importância estratégica, pois dali o exército podia lançar ataques a leste e cortar as comunicações com a Arábia. Além disso, com esta grande força inimiga na retaguarda, os muçulmanos não podiam invadir a Palestina. As tropas bizantinas de Fahl acabaram derrotadas na batalha de Fahl a 23 de janeiro de 635.

#### Batalhas por Emesa e Segunda Batalha de Damasco
Depois da batalha, que se revelou crucial para o domínio efetivo da Palestina e da Jordânia, as tropas muçulmanas dividiram-se em dois exércitos. As tropas de Xurabil e Amir foram para sul para invadirem a Palestina, enquanto que Abu Ubaidá e Calide se deslocaram para norte através do Líbano à frente de um exército relativamente maior para conquistarem o Líbano e a Síria.
Enquanto os muçulmanos estavam ocupados em Fahl, Heráclio, pressentindo uma oportunidade, enviou rapidamente um exército comandado pelo general Teodoro Tritírio para reconquistar Damasco, onde tinha ficado apenas uma pequena guarnição muçulmana. Pouco depois de Heráclio ter enviado o seu novo exército, os muçulmanos terminaram as operações em Fahl e puseram-se a caminho de Emesa. Os dois exército encontraram-se a meio caminho desta cidade, em Marajal Rome. Durante a noite, Teodoro enviou metade do seu exército para lançar um ataque surpresa a Damasco. Avisado por um espião, Calide pediu permissão a Abu Ubaidá para galopar para Damasco com a sua guarda móvel. Enquanto Abu Ubaidá combateu e venceu os bizantinos na Batalha de Marajal Rome, Calide venceu Teodoro na Segunda Batalha de Damasco.

Mapa dos movimentos das tropas bizantinas e muçulmanas em 635 e 636

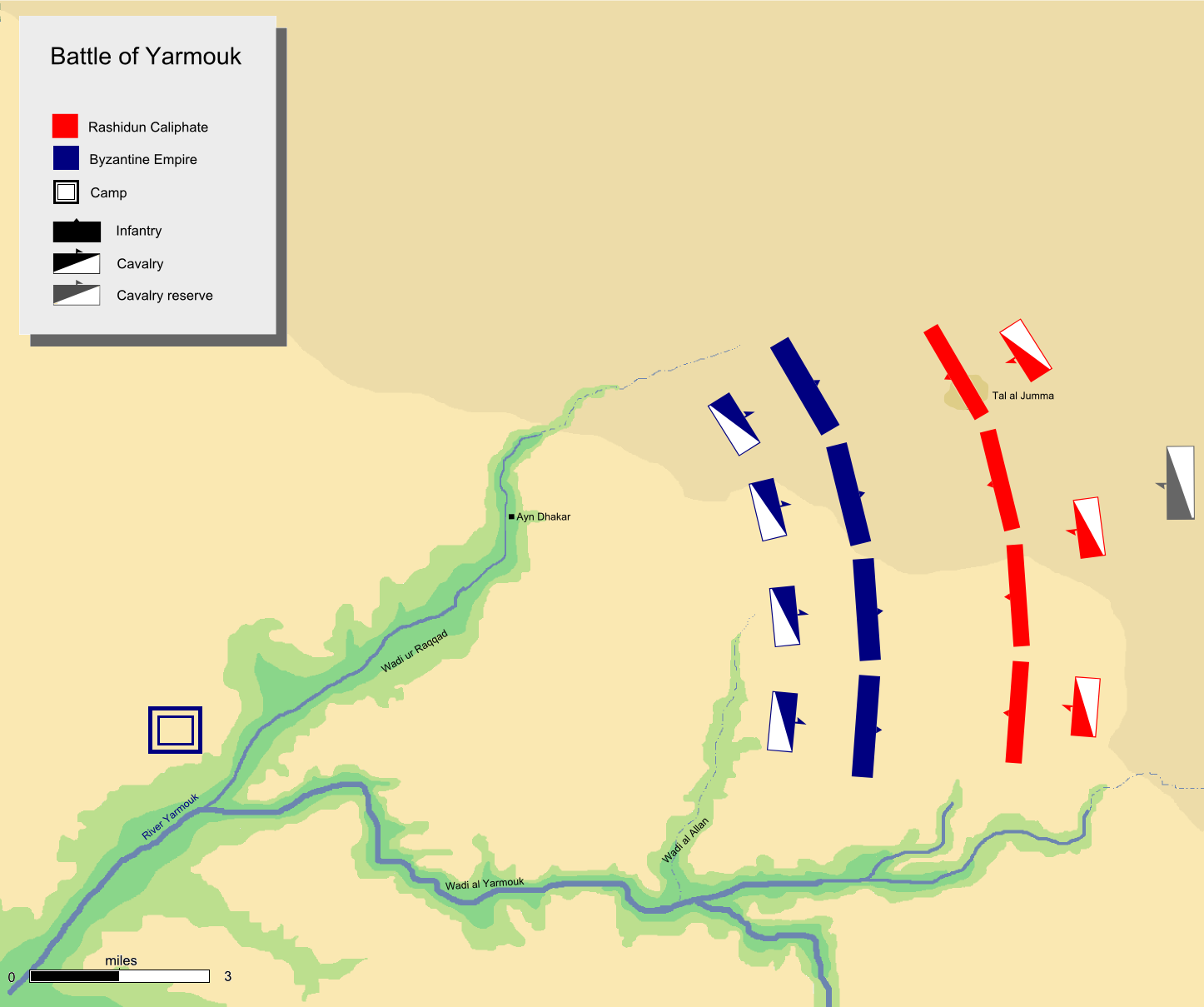
Posições das tropas bizantinas e muçulmanas antes do início da batalha de Jarmuque

Uma semana depois, Abu Ubaidá marchou para Balbeque (Heliópolis), onde se erguia o grande templo de Júpiter. A cidade rendeu-se não oferecendo grande resistência e concordou em pagar tributo. Abu Ubaidá enviou então Calide diretamente para Emesa. Esta cidade e a de Cálcis (Quinacerim) ofereceram paz por um ano, uma proposta que foi aceite por Abu Ubaidá, e em vez de invadir as regiões de Emesa e Cálcis, consolidou o seu domínio no território conquistado e tomou Hama e Maarate Anumane (em grego: Arra). No entanto, os tratados de paz obedeciam às instruções de Heráclio de seduzir os muçulmanos e ganhar tempo para preparar as defesas no norte da Síria. Depois de ter reunido vários exércitos de dimensão considerável em Antioquia, Heráclio enviou-os para reforçar as áreas mais estratégicas do norte da Síria, como Emesa e Cálcis. Com a chegada das novas tropas bizantinas, o tratado de paz foi violado, e Abu Ubaidá e Calide marcharam sobre Emesa, derrotando um exército que lhes bloqueava o caminho à guarda avançada de Calide. Emesa foi sitiada durante seis meses, tendo sido finalmente tomada em março de 636.

#### Batalha de Jarmuque
Depois de capturar Emesa, os muçulmanos moveram-se para norte, para conquistar todo o norte da Síria. Atuando como guarda avançada, Calide comandou a sua unidade móvel em raides nessa região. Em Xaizar, Calide intercetou uma coluna que levava provisões para Cálcis. Os prisioneiros foram interrogados e informaram-no do ambicioso plano de Heráclio de reconquistar a Síria, e que brevemente surgiria um exército, talvez com 200 000 homens, para levar a cabo esse plano. Esta notícia fez parar os avanços de Calide. Depois das suas experiências passadas, Heráclio tinha vindo a evitar batalhas planeadas (em locais pré determinados) com os muçulmanos. O seu plano passava por enviar reforços maciços para todas as cidades maiores e isolar uns dos outros os corpos do exército muçulmano, cercar cada um deles individualmente e assim destruí-los. Em junho de 636, seis grandes exércitos puseram-se em marcha para retomar a Síria.
Pressentido o plano do imperador bizantino, Calide receou o isolamento dos exércitos muçulmanos. Num conselho de guerra, ele sugeriu a Abu Ubaidá que todas as forças fossem retiradas para um só lugar e aí travarem uma batalha decisiva com os bizantinos. A sugestão foi aceite, e Abu Ubaidá ordenou que todos os exércitos se concentrassem em Gabita. Esta manobra frustrou os planos de Heráclio, que não se queria envolver numa batalha em campo aberto com os muçulmanos, onde a cavalaria destes era mais eficaz. Sempre aconselhado por Calide, Abu Ubaidá mandou que as suas tropas se concentrassem nas planícies das margens do Rio Jarmuque. Calide encarregou-se de intercetar e destroçar a guarda avançada bizantina, um ato que pretendia assegurar uma possível retirada dos muçulmanos dos territórios conquistados.
O grosso dos exércitos muçulmanos chegou às planícies de Jarmuque em julho de 636, uma semana antes do exército bizantino. Ciente da sua pouca experiência militar, o comandante bizantino Teodoro Tritírio entregou o comando das tropas ao príncipe arménio Vaanes, que começou por enviar tropas árabes cristãs do rei gassânida Gabalas VI para verificar a força dos muçulmanos. A guarda móvel de Calide destroçou os gassânidas, naquilo que foi a última ação antes de começar a batalha que se seguiu. Durante um mês houve negociações entre os dois exércitos e o próprio Calide encontrou-se pessoalmente com Vaanes no acampamento bizantino. Entretanto, os muçulmanos receberam reforços enviados pelo califa Omar.
Abu Ubaidá transferiu o comando do exército muçulmanos para Calide num conselho de guerra. Calide atuaria como comandante no terreno e foi ele o cérebro detrás da aniquilação do exército bizantino. Finalmente, a 15 de agosto de 636, a batalha de Jarmuque começou. Duraria seis dias e acabou com uma derrota devastadora para os bizantinos. A batalha, que evidenciou o brilhantismo das tática militar de Calide, é considerada uma das mais decisivas da História e selou o destino dos bizantinos. A magnitude da derrota foi tão intensa que os bizantinos nunca se conseguiram refazer dela, deixando-os todo o império vulnerável aos invasores muçulmanos.

#### Conquista de Jerusalém
Com os bizantinos despedaçados e fora do seu caminho, os muçulmanos reconquistaram rapidamente os territórios que tinham tomado antes da batalha de Jarmuque. Abu Ubaidá reuniu-se com o seu alto comando, do qual Calide fazia parte, para decidir as conquistas futuras. Optaram por tomar Jerusalém, que cercaram durante quatro meses, após o que a cidade aceitou render-se, mas só o fariam na presença do califa Omar em pessoa. Anre ibne Alas sugeriu que Calide fosse enviado apresentando-se como califa, pois era muito parecido fisicamente com Omar. No entanto, Calide foi reconhecido, pelo que Omar acabou por ir à cidade, que se lhe rendeu em abril de 637.
Depois da tomada de Jerusalém, os exércitos muçulmanos voltaram a separar-se. Iázide ibne Abi Sufiane foi com as suas tropas para Damasco e conquistou Beirute. Amir e Xurabil foram conquistar o resto da Palestina, enquanto Abu Ubaidá e Calide foram conquistar todo o norte da Síria com um exército de 17 000 homens.

#### Conquista do norte da Síria
Com Emesa já nas suas mãos, Abu Ubaidá e Calide marcharam para Cálcis, que era o reduto bizantino estrategicamente mais importante da região. Através de Cálcis e da sua fortaleza, os bizantinos guardavam a Anatólia, a terra natal de Heráclio, a Arménia, e também a capital regional, Antioquia. Abu Ubaidá enviou Calide com a sua cavalaria de elite, a guarda móvel para Cálcis. A fortaleza estava guardada por tropas gregas lideradas por Menas, um comandante cujo prestígio, alegadamente só era ultrapassado pelo do próprio imperador. Evitando as táticas bizantinas convencionais, Menas decidiu enfrentar Calide diretamente e destruir a vanguarda das tropas muçulmanas antes que o grosso destas se conseguisse juntar-se-lhes em Hazir, 5 km a leste de Cálcis. Este recontro, do qual Calide saiu vitorioso, ficou conhecido como a batalha de Hazir, pela qual o califa Omar elogiou o génio militar de Calide. 
| “ | Calide é o verdadeiramente o comandante, que Alá tenho piedade de Abacar. Ele era o melhor avaliador de homens que eu vi. | ” |
|   | — Palavras do califa Omar segundo no tafsir do historiador medieval persa Atabari .                                       |   |

Abu Ubaidá juntou-se rapidamente a Calide no cerco à virtualmente inexpugnável fortaleza de Cálcis que no entanto se renderia em junho de 637. Com esta vitória estratégica, o território a norte de Cálcis ficou aberto para para os muçulmanos. Calide e Abu Ubaidá continuaram a sua marcha para norte e  cercaram Alepo, que foi conquistada em outubro de 637 depois de forte resistência das tropas bizantinas desesperadas. O objetivo seguinte era a esplêndida cidade de Antioquia, a capital a área asiática do Império Bizantino.
Antes de marcharem para Antioquia, Calide e Abu Ubaidá decidiram isolar a cidade da Anatólia. Para isso, enviaram destacamentos para norte para eliminarem todas as possíveis forças bizantinas e capturaram a praça-forte de Azaz, a 50 km de Alepo, de onde atacaram Antioquia do lado oriental. Para salvar o império da aniquilação, os bizantinos que defendiam Antioquia travaram uma batalha desesperada com os muçulmanos, a qual ficou conhecida como a batalha da Ponte de Ferro. As tropas bizantinas eram compostas por sobreviventes de Jarmuque e outras campanhas sírias. Depois de terem sido derrotados, os bizantinos retiraram para a Antioquia e os muçulmanos cercaram a cidade. Com pouca esperança de ajuda por parte de Heráclio, a cidade rendeu-se a 30 de outubro de 637, tendo sido acordado nos termos da rendição que seria concedida passagem segura às tropas bizantinas na sua retirada para Constantinopla.

Abu Ubaidá enviou depois Calide para norte, enquanto ele marchou para sul, onde conquistou Lásquia, Jabla, Tartus e as áreas costeiras a oeste das montanhas do Antilíbano. Calide penetrou no interior da Anatólia, lançando raides que o levaram até ao Rio Hális (Quizil-Irmaque). Antes do cerco a Antioquia, Heráclio tinha abandonado a cidade para ir para Edessa. Após deixar instruções para preparar as defesas da Mesopotâmia Superior (em árabe: Jazira) e da Arménia, o imperador foi para a sua capital Constantinopla. No seu caminho por pouco não se encontrou com Calide quando este se dirigia a sul, em direção a Mambije, depois de  conquistar Marache (atual Kahramanmaraş). Heráclio apressou-se a tomar o caminho pelas montanhas e ao passar as Portas da Cilícia terá dito: 
| “ | Adeus, um longo adeus à Síria, minha bela província. Agora és dos infiéis (inimigos). Que a paz esteja contigo, oh Síria - que bela terra serás para as mãos do inimigo. | ” |

O império estava muito vulnerável a uma invasão muçulmana após a derrota esmagadora em Jarmuque. Com os poucos recursos militares que lhe restavam, Heráclio tinha condições para tentar reconquistar a Síria. Para ganhar tempo para preparar a defesa de do resto do seu império, Heráclio precisava que os muçulmanos ficassem ocupados na Síria, para o que pediu ajuda aos cristão árabes do norte da Mesopotâmia, os quais reuniram um grande exército para marcharem sobre Emesa, onde Abu Ubaidá tinha instalado o seu quartel-general. Abu Ubaidá retirou todas as suas tropas do norte da Síria e concentrou-as em Emesa antes de ser cercado pelos árabes cristãos. Calide era favorável a uma batalha em campo aberto fora da fortaleza, mas Abu Ubaidá preferiu pedir instruções a Omar, que resolveu o assunto de forma brilhante. Omar enviou destacamentos do Iraque para invadirem a Mesopotâmia Superior, terra natal dos invasores árabes cristãos, seguindo três rotas diferentes. Além disso, outro destacamento foi deslocado do Iraque para Emesa, comandado por Caca ibne Amir, um veterano de Jarmuque que tinha ido para o Iraque para travar a batalha de Cadésia (al-Qadisiyya). O próprio Omar em pessoa marchou de Medina à frente de 1 000 homens. Quando os árabes cristãos souberam da invasão muçulmana às suas terras, abandonaram o cerco e retiraram apressadamente para a Mesopotâmia Superior. Foi então que Calide e a sua guarda móvel saíram da fortaleza e devastaram o exército em retirada, atacando-o pela retaguarda.

### Campanhas na Arménia e na Anatólia
Depois da batalha de Cadésia, Omar ordenou a conquista de Jazira (Mesopotâmia Superior), uma missão que foi confiada a Aiaz ibne Ganame e foi completada no final do verão de 638. Após isso, Calide e Aiaz foram enviados por Abu Ubaidá para invadirem os territórios bizantinos a norte de Jazira. Os dois comandantes avançaram separadamente e capturaram Edessa, Amida (Diarbaquir), Melitene (Malátia) e toda a Arménia até Ararate e lançaram raides sobre a Anatólia Central. Heráclio tinha já abandonado todos os fortes entre Antioquia e Tarso para criar uma zona tampão ou "terra de ninguém" entre as áreas controladas pelos muçulmanos e a Anatólia.

Omar ordenou aos seus exércitos que pusessem termo o seu avanço invasor mais para o interior da Anatólia e deu instruções a Abu Ubaidá, agora governador da Síria, para que consolidasse o seu domínio na Síria. Omar teria então dito: 
| “ | Quem me dera que houvesse uma muralha de fogo entre nós e os romanos, para que eles não pudessem entrar no nosso território nem nós pudéssemos entrar no deles. | ” |

Devido à demissão de Calide do exército e a uma vaga de fome e peste no ano seguinte, os exércitos muçulmanos ficaram impedidos de invadir a Anatólia. A expedição à Anatólia e à Arménia marcou o fim da carreira militar de Calide.

### A grande penúria e a grande epidemia de peste
No final desse ano, a Arábia sofreu uma grande seca, o que provocou muitas mortes devido à fome. A situação foi agravada por epidemias, também elas consequência da seca. Inúmeras pessoas de toda a Arábia, que se contavam às centenas de milhares, concentraram-se em Medina por causa do racionamento de comida. As reservas alimentares da cidade declinaram rapidamente para níveis alarmantes. Nesta altura, o califa Omar já tinha escrito aos governadores das suas províncias a pedir todo o tipo de ajuda que eles pudessem dar. Uma dessas cartas foi enviada a Abu Ubaidá, que respondeu prontamente enviando caravanas com mantimentos. A primeira dessas caravanas chegou a Medina com 4 000 camelos carregados de comida. Omar encarregou Abu Ubaidá da distribuição dos alimentos entre os milhares de pessoas que viviam nos arredores de Medina. Para recompensar a generosa ajuda e esforços de Abu Ubaidá, Omar ofereceu-lhe 4 000 dinares como pagamento simbólico, que Abu Ubaidá recusou alegando que tinha agido por amor a Deus.

Passados nove meses sobre o início da seca, surgiu um novo problema: uma epidemia de peste no oeste do Iraque e, mais severamente, na Síria. Quando as notícias da epidemia se souberam, Omar estava a caminho da Síria, mas seguiu os conselhos que lhe deram os seus companheiros de voltar para trás, saindo da fronteira síria. Abu Ubaidá encontrou-se com ele e perguntou-lhe: «Oh Omar, foges da vontade de Alá?» Omar ficou chocado e disse pesaroso: «se ao menos tivesse sido outro qualquer e não tu, Abu Ubaidá. Sim, fujo da vontade de Alá, mas por vontade Alá.». Omar voltou da Síria porque Maomé tinha dado instruções que uma pessoa não devia entrar num lugar onde houvesse uma epidemia a não ser que fosse absolutamente seguro. Abu Ubaidá voltou para o seu exército em Emesa. A peste atingiu então a terra síria como ninguém tinha visto antes, devastando a população. Como Omar queria fazer de Abu Ubaidá o seu sucessor, não queria que ele permanecesse na região infetada, pelo que lhe enviou um mensageiro com uma carta onde dizia: 
| “ | Preciso de ti urgentemente. Se a minha carta te chegar à noite, é meu desejo que paraste antes do amanhecer. Se esta carta te chegar durante o dia, é meu desejo que partas antes do pôr do sol e te apresses a vir ter comigo. | ” |

Quando Abu Ubaidá recebeu a carta de Omar, disse —«Eu sei que Omar precisa de mim. Ele quer assegurar a sobrevivência de alguém que, contudo, não é eterno.» — e escreveu a Omar: 
| “ | Eu sei que precisas de mim. Mas eu estou num exército de muçulmanos e não tenho desejo de me salvar daquilo que os aflige a eles. Não quero separar-me deles até que Deus queira. Por isso, quando esta carta te chegar, liberta-me da tua ordem e permite-me ficar. | ” |

Quando o califa leu a carta de Abu Ubaidá, os seus olhos encheram-se de lágrimas e os que estavam com ele perguntaram se Abu Ubaidá tinha morrido, ao que ele respondeu «Não, mas a morte está próxima dele.» Omar enviou outro mensageiro a Abu Ubaidá pedindo-lhe que se não voltava, ao menos que fosse para algum lugar montanhoso com ambiente menos húmido, o que levou Abu Ubaidá a mudar-se para Gabita.
Outra razão pela qual Abu Ubaidá não queria abandonar a Síria era porque Maomé uma vez tinha ordenado que se um país é atingido por uma epidemia, ninguém deve sair desse país e ninguém de fora deve entrar.

### Morte
Assim que se mudou para Gabita, Abu Ubaidá foi infetado pela peste. Como a morte pairava sobre ele, falou ao seu exército: 
| “ | Deixem-me dar-vos alguns conselhos, os quais vos farão estar sempre no caminho do bem. Jejuem durante o Ramadão (Ramadão). Deiam sadaqa [pratiquem a caridade]. Realizem a Haje e o Umra [peregrinações a Meca]. Permaneçam unidos e apoiem-se uns aos outros. Sejam sinceros com os vossos comandantes e não lhes escondam nada. Não deixem que o mundo vos destrua, pois mesmo que o homem vivesse mil anos ele acabaria neste estado em que me vêm. Que a paz e a misericórdia de Deus esteja com vocês. | ” |

Depois nomeou Muade ibne Jabal como seu sucessor e ordenou-lhe que conduzisse o povo em orações; depois das orações Muadh foi ter com ele e nesse momento a sua alma partiu. Muade levantou-se e disse ao povo: 
| “ | Oh povo, foste acometido pela morte de um homem. Por Deus, eu não sei se vi um homem que tivesse um coração mais justo, que estivesse afastado de qualquer mal e que fosse mais sincero para as pessoas do que ele. Peçam a Deus que lhe dê a Sua misericórdia e Deus será misericordioso com vocês. | ” |

Abu Ubaidá morreu em 639 e foi sepultado em Gabita. A sua janaza (oração fúnebre) foi conduzida por Muade ibne Jabal.

## Legado
Segundo os relatos, a aparência de Abu Ubaidá era admirável, era magro e alto e a sua face era animada, com barba rala. Dava gosto olhar para ele e conhecê-lo era revigorante. Era extremamente cortês, humilde e algo tímido. No entanto, nas situações complicadas, tornava-se notavelmente sério e ficava de sobreaviso. Foi-lhe dado o título de Amin, ou Zelador da Umma (comunidade de Maomé). Abedalá ibne Omar, filho de Omar, disse sobre ele: 
| “ | Três pessoas na tribo dos coraixitas foram mais proeminentes, tinham o melhor carácter e eram as mais modestas. Se falassem contigo, não te enganariam e se tu falasses com elas, não te acusariam de mentir: Abacar, Otomão e Abu Ubaidá ibne Aljarrá. | ” |

Abu Ubaidá escolheu viver de forma simples, optando pelas roupas mais modestas quando comparado com alguns dos outros sahaba (companheiros de Maomé). Quando o califa Omar foi à Síria durante a conquista de Jerusalém, encontrou-se com Calide ibne Ualide e Iázide ibne Abu Sufiane. Omar desmontou-se do seu camelo e atirou-lhes areia enquanto os admoestava — «não passou ainda um ano desde abandonaram a fome e a vida dura da Arábia e já esqueceram toda a simplicidade ao verem o glamour dos imperadores da Síria?» Os dois homens vestiam melhores roupas do que estavam acostumados; Calide realçou que debaixo dessas roupas eles estavam ainda suficientemente armados, o que demonstrava que ainda estavam acostumados ao estilo prático da vida dura do deserto, o que trouxe algum alívio ao califa. Comparativamente, Abu Ubaidá, que também estava presente, continuava a ser modesto na forma como vestia e vivia. Omar ficou satisfeito de o ver e nessa mesma noite, quando Omar chegou à sua casa, constatou que Abu Ubaidá, um homem de sucesso nas artes da guerra (que lhe tinham valido muitas presas de guerra), não tinha quaisquer possessões na sua casa exceto uma cama, uma espada e um escudo. Omar disse-lhe então — «Oh Abu Ubaidá, tu podias ter arranjado algumas coisas para te dar conforto em casa.», ao que Abu Ubaidá respondeu — «Oh Omar, isto é suficiente para mim.»
Os cristãos do Levante aceitaram o islão e foram muito inspirados por Abu Ubaidá. Todos os membros das duas tribos cristãs tanuquitas e salijitas aceitaram o islão depois da conquista da cidade de Qasreen. Além disso, Abu Ubaidá apoiou os não muçulmanos que era seus súbditos na Síria. Ele é visto pelos muçulmanos como um dos Dez Muçulmanos a quem Deus prometeu um lugar no paraíso enquanto anda eram vivos.

### Família
Sabe-se pouco sobre a família de Abu Ubaidá. Teve duas esposas, Uarja e Hinde binte Jabar, que foram mães de, respetivamente, Umair e Iázide e Ubaidá. Ambos os filhos morreram quando eram crianças. Não se sabe se teria tido alguma filha, mas a sua linha de descendência masculina terá acabado. Apesar disso, a família Aljarrá do que é hoje a Jordânia e o Líbano reclama que é descendente de Abu Ubaidá.